# Simon Sándor (kohómérnök)
Simon Sándor (Szikszó, 1923. november 21. – Miskolc, 1989. augusztus 19.) kohómérnök, egyetemi tanár, a Magyar Tudományos Akadémia levelező tagja. 1972 és 1978 között a Nehézipari Műszaki Egyetem rektora.

## Élete, munkássága
Simon Sándor apja, Simon János szikszói kőműves volt, anyja Szűcs Mária. Alapfokú iskoláját Szikszón járta ki, majd Miskolcon a Fa- és Fémipari szakiskolában tanult 1938 és 1942 között, ezután Marosvásárhelyen fejezte be a felsőipariskolát 1944-ben. A Diósgyőri Vasgyárban helyezkedett el mintakészítő asztalosként. 1945 elején megnősült, felesége Bánvölgyi Katalin volt. Négy gyermekük született: Sándor, Katalin, Péter és Judit. 1945 júniusától földmérő volt Szikszón, majd a Magyar Demokratikus Ifjúsági Szövetség főtitkára lett. 1947-ben visszakerült a Lenin Kohászati Művekbe, technikusi munkakörbe, de 1949-től már osztályvezető volt. Munka mellett egyetemi tanulmányokat folytatott, és 1951-ben kohómérnöki oklevelet szerzett a Nehézipari Műszaki Egyetemen. Végzés után, 1951 novemberében Szovjetunióba utazott, a moszkvai Acél Intézetben volt aspiráns, ahol 1955-ben kandidátusi fokozatot szerzett.
1955-ben a Nehézipari Műszaki Egyetem MDP-titkára, majd a Kohómérnöki Kar Vaskohászati tanszékének egyetemi docense lett. 1958-tól 1966-ig előbb tudományos, majd oktatási rektorhelyettes volt. 1960-ban lett a Vaskohászati tanszék vezetője, 1962-től már egyetemi tanárként. Működése alatt kiváló szakemberek dolgoztak a tanszéken, akiknek szakmai előremenetelét segítette. Tudományos munkássága elsősorban az acélgyártás területével foglalkozott, ezen belül a szintetikus salakok és a dezoxidáló anyagok hatásával. A tanszék rövid idő alatt a nyersvasgyártás és az acélgyártás hazai szakmai-tudományos bázisa lett. Vezette az MTA Kohászati munkaközösségét is. 1976-ban a Magyar Tudományos Akadémia levelező tagjává választották.
Simon Sándor 1972-től 1978-ig az egyetem rektora volt. Ez idő alatt kialakult a szakkollégiumi rendszer, és megalakult az Egyetemtörténeti Bizottság (Terplán Zénó vezetésével). 1988. január 1-jével, saját kérelmére vonult nyugdíjba, másfél év múlva hunyt el.

## Elismerései
- 1959 – Az Oktatásügy Kiváló Dolgozója
- 1959 – Szocialista Munkáért Érdemérem
- 1966 – A Kohászat Kiváló Dolgozója
- 1966 – Az Oktatásügy Kiváló Dolgozója
- 1967 – A Munka Érdemrend arany fokozata
- 1970 – Felszabadulási jubileumi emlékérem
- 1972 – A Kohászat Kiváló Dolgozója
- 1974 – A Munka Érdemrend Arany fokozata
- 1975 – Nívó-díj (Műszaki Könyvkiadó)
- 1975 – A Harkovi Műszaki Egyetem tiszteletbeli doktora
- 1977 – Kerpely Antal emlékérem (OMBKE)
- 1977 – Kiváló nevelő diploma
- 1977 – A Kassai Műszaki Egyetem tiszteletbeli doktora
- 1978 – Miskolc díszpolgára
- 1983 – NME Pro Universitate
- 1985 – OMBKE tiszteleti tag

## Válogatott publikációi
- Az oxigénbefúvatás hatása a fémek gázfázis útján történő kéntelenítési folyamatára. NME Közleményei 1. 1957. 129–139 p.
- Radioaktív izotópok a kohászatban és aktivitásuk mérése. Kohászati Lapok, Öntöde, 91. 1958. (2–3), 42–46 p.
- Acélgyártás I. Egyetemi jegyzet, Miskolc, 1962.
- Acélgyártás II. (Társszerző: Csabalik Gyula). Egyetemi jegyzet, Miskolc, 1962.
- Vas- és fémkohászattan I. Egyetemi jegyzet. (Társszerző: Farkas Ottó) Miskolc, 1962.
- Die Oxydation des Schwefels durch Blasen des Eisens mit Sauerstoff. (Társszerző: Benkő Gyuláné) Acta Technika 44. 1963. (3–4). 347–363 p.
- A kén oxidációja a vas oxigénnel történő fúvatásakor. (Társszerző: Benkő Gyuláné) NME Közleményei 11. 1965. 109–120 p.
- Szintetikus salakokkal történő acélkezelés. (Társszerző: Benkő Gyuláné) NME Közleményei 12. 1965. 239–256 p.
- Vizsgálatok az oxigénes acélgyártásban végbemenő kénoxidáció termodinamikai és reakciókinetikai törvényszerűségének feltárására. NME Közleményei 15. 1967. 531–552 p.
- Physikalisch-chemische Bedingungen der Stahlherstellung mit Sauerstoff Freiberger Forschungshefte. B. 151. 1969. 43–59 p.
- Ferroötvözetekből valamint komplex dezoxidálószerekből származó zárványok mennyiségét és minőségét befolyásoló tényezők. BKL Kohászat. 104. 1971. (2). 56–60 p.
- Untersuchungen zur Herkunft exogener Oxideinschlüsse in beruhigt und unberuhigt vergossenen Stählen durch nachträglich aktivirte Markierungs elemente. (Társszerzők: Benkő Gyuláné, Szarka Gyula) Neue Hütte 17. 1972. (1) 40–43 p.
- A ritkaföldfémek dezoxidáló és mikroötvöző hatásának sajátosságai. (Társszerző: Károly Gyula) BKL Kohászat. 111. 1978. (4) 145–150 p.
- Újabb technológiai megoldások az acélgyártásban. (Társszerzők: Sziklavári János, Szőke László). Műszaki Könyvkiadó, Budapest, 1978.
- Kalkauflösung der Oxigenkonverterschlacke. (Társszerző: Csabalik Gyula) Freiberger Forschungshefte B. 212. 1979. 83–89.
- Acélhulladékok minőségének hatása az OKÜ SM-kemencéinek üzemmenetére. (Társszerzők: Grega Oszkár, Polencsik József) Ózdi Acél. 10. 1982. 5–10 p.
- Acélkohászattan I. (Társszerző: Károly Gyula). Tankönyvkiadó, Budapest, 1983.
- Acélkohászattan II. (Társszerző: Károly Gyula). Tankönyvkiadó, Budapest, 1984.
- Einschlussmorphologie der durch Pulvereinblasen erzeugten und mit Niob sowie Vanadium mikrolegierten Stähle Freiberger Forschungshefte. (Társszerzők: Károly Gy., S-El Ghazally, Grega O., Énekes S.) B.239 1984. 44–58 p.
- Vaskohászati Kézikönyv. Műszaki Könyvkiadó, Budapest, 1985. 279–293 p.
- Az UHP-kemence metallurgiai munkájának komplex elemzése. (Társszerzők: Szegedi J., Szarka Gy., Bollobás J., Varga S.) BKL Kohászat. 119. 1986. (6) 179–182 p.